# Adriaan Gerhard

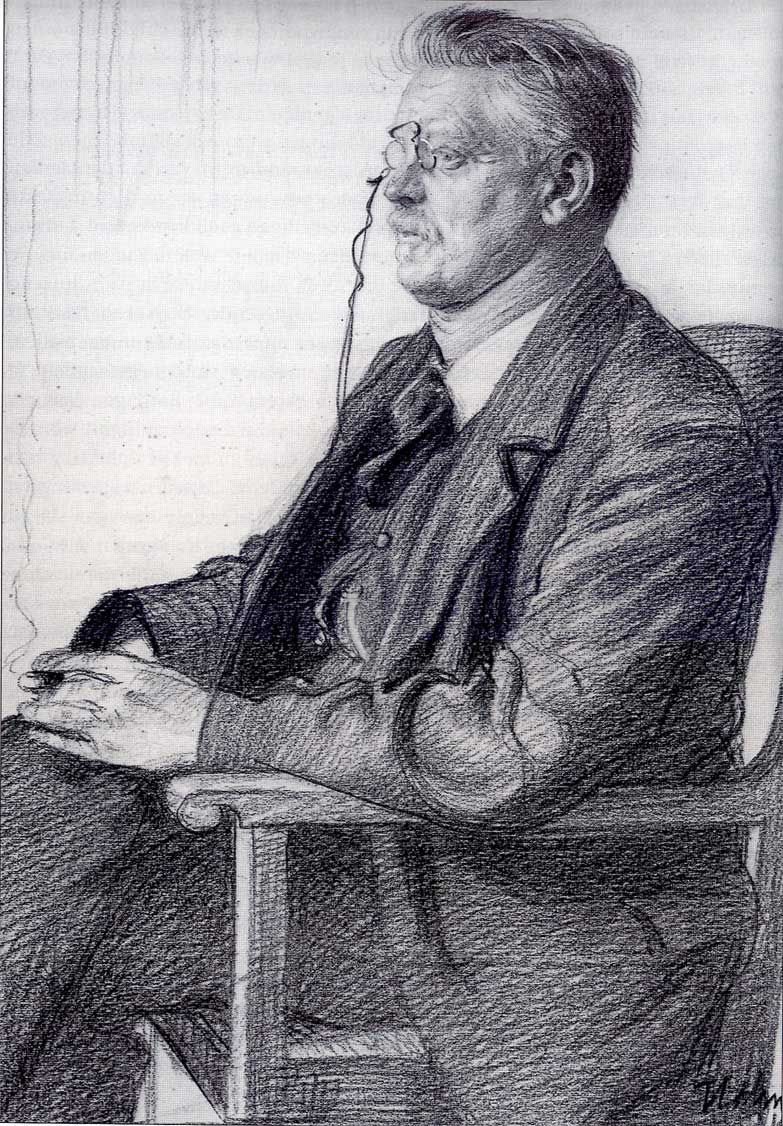
Portret van Adriaan Gerhard door Albert Hahn

Adrien Henri Gerhard (Lausanne, 7 april 1858 – Bakkum, 3 juli 1948) was een Nederlandse politicus, vrijdenker, onderwijsspecialist en bestuurder van SDAP-huize.

## Loopbaan
De rode bovenmeester stamde uit een geslacht van kleermakers. Ook zijn vader Hendrik Gerhard was kleermaker, maar was daarnaast een vakbondsleider en een pionier van de sociale beweging. Adrien volgde de Rijksnormaalschool te Hoorn en werd in 1882 op 24-jarige leeftijd hoofd van een school in Amsterdam.

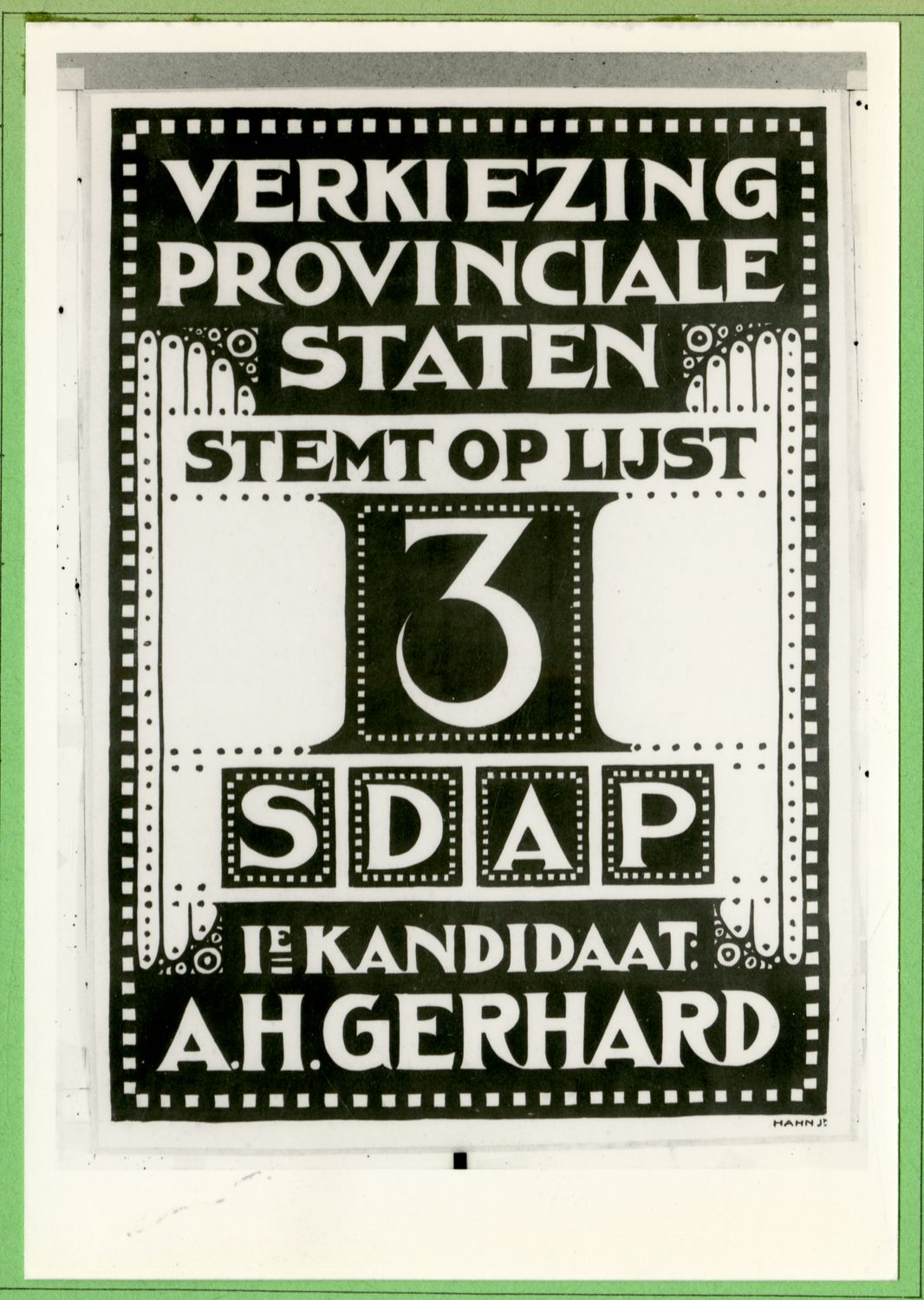
Campagneposter voor de provinciale verkiezingen van 1919, ontworpen door Albert Hahn jr.

Gerhard was lid van de Volkskiesvereniging De Unie in de hoofdstad. In 1894 was hij als een der twaalf apostelen medeoprichter van de SDAP, maar sloot zich pas drie jaar later bij die partij aan. Hij kwam in 1913 in de Tweede Kamer voor de SDAP en werd een alom gewaardeerd onderwijswoordvoerder, naar wie graag geluisterd werd. Hij sprak met een onvervalst Amsterdams accent. Hij bleef Kamerlid tot 1931. Van 1913 tot 1935 was hij lid van Provinciale Staten van Noord-Holland. Van 1916 tot 1935 was hij tevens gedeputeerde van die provincie.
Adriaan Gerhard was zijn leven lang actief vrijdenker en propagandist van de vrijdenkersvereniging De Dageraad. Zo sprak hij geregeld voor de V.R.O. (Vrijdenkers Radio Omroep). Hij overleed in 1948 in Bakkum op 90-jarige leeftijd.

## Varia
- In diverse plaatsen in Nederland zijn scholen naar hem genoemd, onder meer in Amsterdam, Haarlem, Schiedam en Utrecht.
- In 1959 werd het naar hem genoemde A.H. Gerhardhuis voor ouderen aan de Amsterdamse Slotermeerlaan geopend.